# شافت (فلم 2000)
شافت  (بالإنجليزية: Shaft) هو فيلم حركة تم إنتاجه في الولايات المتحدة وصدر في سنة 2000. الفيلم من إخراج جون سينغلتون وكتابة جون سينغلتون. من بطولة صامويل جاكسون وفانيسا ويليامز وجيفري رايت وكريستيان بيل وبستا رايمز.

## الممثلون والشخصيات
- صامويل جاكسون
- فانيسا ويليامز
- جيفري رايت
- كريستيان بيل
- بستا رايمز
- توني كوليت
- إليزابيث بانكس

## الميزانية والإيرادات
بلغت تكلفة إنتاج الفيلم حوالي 46 مليون دولار بينما حقق أرباحا تقدر بـ 107,196,498 دولار.

## وصلات خارجية
- شافت على موقع IMDb (الإنجليزية)
- شافت على موقع ميتاكريتيك (الإنجليزية)
- شافت على موقع روتن توميتوز (الإنجليزية)
- شافت على موقع نتفليكس (الإنجليزية)
- شافت على موقع قاعدة بيانات الأفلام العربية
- شافت على موقع ألو سيني (الفرنسية)
- شافت على موقع Turner Classic Movies (الإنجليزية)
- شافت على موقع أول موفي (الإنجليزية)
- شافت على موقع بوكس أوفيس موجو (الإنجليزية)
- شافت على موقع فيلمافينيتي (الإسبانية)